# Extended Window Manager Hints
Extended Window Manager Hints (日: 拡張ウィンドウマネージャーヒント、EWMH) は、NetWM や Net WMとしても知られ、ウィンドウマネージャに対する X Window System の標準である。ウィンドウマネージャ、ユーティリティやアプリケーション間の相互作用、つまりデスクトップ環境全体のすべての部分を定義している。Inter-Client Communication Conventions Manual (ICCCM) の機能範囲を拡張している。

## EWMHに準拠しているウィンドウマネージャー
ここには一部のみを記載する。或るウィンドウマネージャーのEWMH準拠状況についてはそれ自身の文書等を参照すること。
- FVWM - 2.5.0開発版以降[2]。
- xfwm4（Xfce4デスクトップ環境に附属のウィンドウマネージャー） - xfwm4 4.2.0版以降[3]。
- Openbox - 3.3.990版以降[4]。